# Albert Krummenacher
Albert Krummenacher (* 19. November 1919 in Engelberg; † 18. April 1984 in Luzern; heimatberechtigt in Hochdorf und Emmen) war ein Schweizer Politiker (liberal).

## Leben
Krummenacher besuchte in Engelberg die Mittelschule und danach die Kantonsschule Luzern. Als Werkstudent in Bern absolvierte er ein Studium der Rechtswissenschaften und war anschliessend als Anwalt tätig. Ab 1948 hatte er eine eigene Anwaltspraxis in Hochdorf, dann in Emmenbrücke. Von 1959 bis 1964 war er Präsident der Schulpflege von Emmen.
Von 1949 bis 1953 war Krummenacher Präsident der Jungliberalen Bewegung der Schweiz und von 1963 bis 1971 der kantonalen liberalen Partei. Für die liberale Partei sass er von 1951 bis 1971 im Luzerner Grossrat. Er sass nur ein Jahr (1970–1971) im Nationalrat, da er 1971 in den Regierungsrat des Kantons Luzern gewählt wurde, wo er dem Militär- und Polizeidepartement vorstand. Im Jahr 1977 musste er nach einem schweren Verkehrsunfall zurücktreten.
Kummenacher war Mitglied der Altzofingia, der Maskenliebhaber-Gesellschaft und des Rotary Clubs.